# Castello di Spotorno
Il castello di Spotorno è stato un edificio difensivo dell'omonimo comune costiero, nella Riviera delle Palme, in provincia di Savona. La postazione è ubicata in posizione semi elevata su un colle a nord dell'odierno abitato spotornese.

## Storia e descrizione

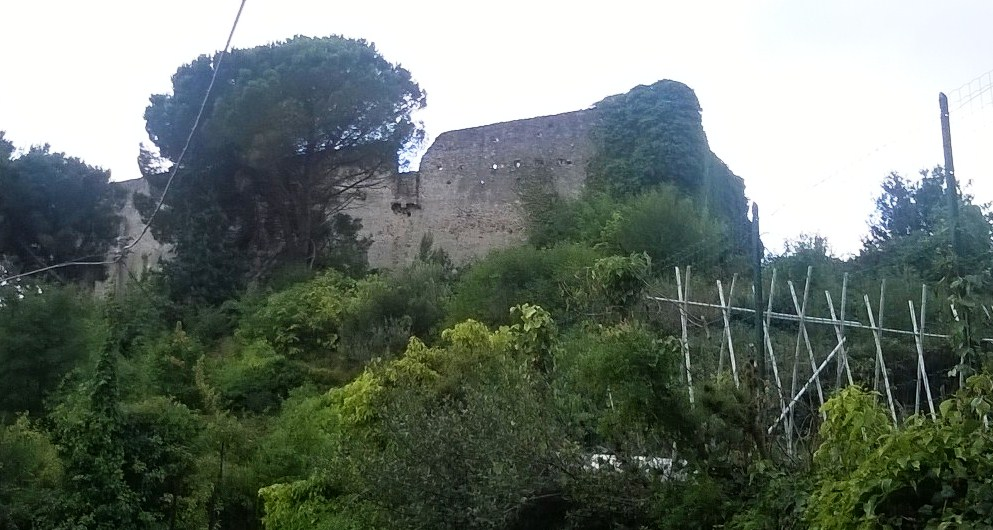
Veduta del lato posteriore del rudere del castello

Il castello fu edificato in un periodo antecedente o durante la dominazione feudale dei vescovi di Savona tanto che già nel 1180 la fortezza risulta essere tra le proprietà feudali della diocesi savonese.
Abbattuto agli inizi del XIII secolo e ricostruito nel 1218, fu nuovamente distrutto nel 1227 dalla popolazione di Noli e Segno, questi ultimi fedeli alleati e sostenitrici di Genova.
Nuovamente riedificato nelle forme attuali quadrangolari tra il XIV-XVI secolo, divenne proprietà del Comune di Savona nel 1333 e della famiglia dei De Loterio nella seconda metà del Cinquecento e che ne mantennero il possesso fino allo scoppio della prima guerra mondiale.
Oggi il castello, che si trova sulla collina che domina il paese e sottoposto a vincolo di tutela dalla Soprintendenza ai Beni Architettonici dal 1933, si trova in stato di rovina.